# مجعدة المغث
مجعدة أو تفرينة المغث وصم يصيب أوراق المغث فيقضي عليها. مظهره الخارجي بقع مستديرة أو مستطيلة تركب النصل فيبدو أخضر ثم أصفر وينتهي بالأطحل إلى أن يتم المعج فيسمرّ وييبس.